# 朱台青
朱台青（1962年—），台湾台南人，汉族，中华人民共和国政治人物、第十二届全国人民代表大会台湾省代表。

## 生平
1962年12月出生于青海西宁。毕业于青海大学建材非金属地勘专业。加入中国共产党。担任青海省质量技术监督局副局长，全国台联理事，青海省台联副会长。2008年起担任全国人大代表。2013年，担任全国人大代表。